# Vectilža socken
Vectilža socken (lettiska: Vectilžas pagasts) är ett administrativt område i Balvi kommun i Lettland.